# 岐阜クエスト
『岐阜クエスト』（ぎふクエスト）は、blazeworksが開発・配信するスマートフォン向けゲームアプリ。基本プレイ無料で、アイテム課金が存在する。内容は岐阜県内の全市町村を舞台として、仲間を集めながら魔物と戦うストーリーのロールプレイングゲーム。ビジュアルはファミリーコンピュータを始めとしたいわゆる8ビットゲーム機で用いられた「ドット絵」で構成されている。
またこのページでは、岐阜クエストの後に開発された他県を舞台としたゲームについても述べる。

## ゲーム内容
突如現れた魔王によって滅ぼされた岐阜県を舞台としている。妖精と自称するネコの姿をした謎の生物「みぃねこ」によって岐阜県に召喚された主人公が、みぃねこや各地にいる仲間と共に岐阜県内の全42市町村を巡り、地元グルメを獲得したりクイズに答えたりしながら経験値である「ぎふりょく」を高めていき、各地の敵や中ボスらを倒し、岐阜を奪おうとする魔王と対決する。また、岐阜県内のタレントやマスコットキャラクター、戦国武将を仲間として集めていく。各地域の物語や伝統文化も盛り込まれている。

## 開発の経緯・経過
開発者の女性は名古屋市出身だが、岐阜県出身の男性と結婚。岐阜について調べるうちに、岐阜を舞台にしたゲームを作りたいと思い立ち開発した。2019年にはゲームへの登場などを特典としてクラウドファンディングで資金を募集。2021年2月17日にリリースした。リリース後も、仲間や魔物、やりこみコンテンツの追加や、ゲーム内でのイベント開催など、アップデートを行なっている。

## 反響
リリース2日後の2月19日にはApp Storeの無料ゲームで9位を獲得。また、リリース前後には各種メディアに取り上げられた他、山形新聞にも掲載された。2021年5月27日までに8万ダウンロード、同年7月27日までに10万ダウンロードを突破している。

## 他県を舞台としたゲーム
岐阜クエストがリリースされた時点で、開発者は「47都道府県全てを冒険できるようにしたい」と述べており、岐阜クエスト以降にも以下のゲームがリリース・開発されている。